# 三輪ひとみ
三輪 ひとみ（みわ ひとみ、1978年12月18日 - ）は、日本の女優。所属事務所は、ヒロオフィスカンパニーから三輪ミュージックオフィス（三輪三姉妹の個人事務所）に移籍し、現在はアンテーヌ所属。

## 来歴
神奈川県横浜市出身。実家は農家。県立磯子高校在学中からアルバイトとして映画やテレビドラマなどのエキストラを数多く経験。1996年に河合塾のCMで本格的に芸能界デビュー。
江戸川乱歩原作・実相寺昭雄監督の映画『D坂の殺人事件』では小林芳雄少年役を演じた。
その後、初主演映画『発狂する唇』で第10回日本映画プロフェッショナル大賞・新人奨励賞を受賞、以後ホラー映画に多数出演し、「和製ホラークイーン」と称されるようになる。
特撮番組への出演も多く、ウルトラシリーズ、平成仮面ライダーシリーズ、スーパー戦隊シリーズ全てに出演経験がある。『仮面ライダーカブト』では、脚に骨折を負い、歩くのもままならない状態になりながらも、鎮痛剤を注射して撮影に挑み、恐怖感あふれるキャラを演じきった。2013年時点では苦手な食べ物にニンジンを挙げており、『忍風戦隊ハリケンジャー』巻46でおせち料理を食べる場面は、監督が色味的にもニンジンがいいと提案したため我慢して食べたという。
近年では2時間ドラマや刑事ドラマへの客演も目立つ。脇役が多いことについては、「主役より脇役で主役を食っていく方が好き」と語っている。
実妹は同じく女優の三輪明日美（みわ あすみ）、三輪恵未（みわ めぐみ）。活動初期は明日美との共演作品も多く、姉妹役を演じたこともあったが、明日美が一時休業したこともあり、共演することは少なくなった。
現在は閉鎖されている旧所属事務所・三輪ミュージックオフィスのサイトで、デビュー当時から管理人として手腕を振るっていた。2008年3月に公式ブログが開設されるまで公式ウェブ日記への不定期投稿が行われており、現在の所属事務所であるアンテーヌのサイトと相互リンクが張られていた。
2008年11月、上述の公式ブログにて一般人と結婚したことを明らかにした。
2012年7月24日、女優業の傍ら、ホラー要素を含んだ娯楽バー「煩悩」の経営を開始。2018年7月26日をもって閉店している。
2015年には『捨てがたき人々』で、報知映画賞の主演女優賞に宮沢りえや吉永小百合と共にノミネートされている。

## 出演

### 映画
- バウンス ko GALS（1997年、監督：原田真人）
- ラブ&ポップ（1998年、監督：庵野秀明） - 裕美の姉 役
- エコエコアザラクIII -MISA THE DARK ANGEL-（1998年、監督：上野勝仁） - 水島真実 役
- D坂の殺人事件（1998年、監督：実相寺昭雄） - 小林芳雄 役
- EM EMBALMING（1999年、監督：青山真治）
- セカンドチャンス（1999年、監督：水谷俊之）
- 呪怨（ビデオ映画版、2000年、監督：清水崇） - 由紀 役
- 死びとの恋わずらい（2001年、監督：渋谷和行） - 榎本はるか 役
- 発狂する唇（2000年、監督：佐々木浩久）主演・倉橋里美 役
- 血を吸う宇宙（2001年、監督：佐々木浩久） - 真由美 役
- 生霊（いきすだま）（2001年、監督：池田敏春） - 浅茅優子 役
- 17才（2002年、監督：木下ほうか）
- 血を吸う宇宙 外伝 変身（2002年、監督：佐々木浩久）
- ござまれじ（2003年、監督：麻生学）
- 3on3（2003年、監督：佐々木浩久）
- 僕とナオ（2003年、監督：猪俣ユキ）
- 恋の門（2004年、監督：松尾スズキ）
- 日野日出志のザ・ホラー怪奇劇場「オカルト探偵団 死人形の墓場」（2004年、監督：山本清史）
- 穴「胸に開いた底なしの穴」（2004年、監督：佐々木浩久）
- ひとりだち（2004年、監督：越坂康史）
- 最後の晩餐-The Last Supper（2005年、監督：福谷修）
- MAKOTO（2005年、監督：君塚良一）
- 幻覚<genkaku>（2005年、監督：宮坂武志）
- 怪談（2005年、監督：山本清史）
- 姑獲鳥の夏（2005年、監督：実相寺昭雄）
- 海がとっても青いから（2005年、監督：本田隆一）
- 素足の微笑み（2005年、監督：末武和之）
- デカドローム（2005年、監督：中平一史）
- colors（2006年、監督：柿本ケンサク）
- ミラーマン REFLEX（2006年、監督：小中和哉）
- 水霊 ミズチ（2006年、監督：山本清史）
- サブサイコ狂惑のホラー『食性』（2006年、監督：安達正軌）
- 渋谷区円山町（2007年、監督：永田琴）
- 学校の階段（2007年、監督：佐々木浩久）
- ひぐらしのなく頃に（2008年5月、ファントム・フィルム、監督:及川中） - 知恵留美子 役
- ひぐらしのなく頃に 誓（2009年4月、ファントム・フィルム、監督:及川中） - 知恵留美子 役
- 細菌列島（2009年4月、ジョリー・ロジャー、監督:村上賢司） - 水橋いづみ 役
- 逆襲! スケ番☆ハンターズ〜地獄の決闘〜（2010年5月22日、ユナイテッド エンタテインメント、監督:奥田真一） - アキラ 役
- ROCKIN' BROADWAY（2010年10月2日、RED HOT GANG、監督：TERRY LEE SMITH）
- アイドル・イズ・デッド ノンちゃんのプロパガンダ大戦争（2014年、監督：加藤行宏） - 小林竹子 役
- 捨てがたき人々（2014年、監督：榊英雄） - 岡辺京子 役
- 海難1890（2015年、監督：田中光敏）

### オリジナルビデオ
- 学園怪談（1997年）
- PREMIUM シャッフル2（1997年）
- F.I.S.H. 世紀末人形伝説（1998年）
- ライン（1999年、監督：山本淳史）
- 囁く怨霊（2000年、監督：渋谷和行）
- Saturday Nightmare～のろいのサマーバケーション（2000年、ビデオ映画、監督：清水厚）
- 妖奇怪談全集（2002年、監督：山田誠二）
- 新耳袋／木原浩勝の美女怪談（2002年）
- 裏ホラー（2008年、監督：白石晃士）
- 超夜明け／ULTRA DAWN（2009年）
- 心霊食堂（2015年）
- 悪夢の椅子（2015年）
- 心霊食堂2（2016年）

### テレビドラマ
- ウルトラマンシリーズ
  - ウルトラマンティガ 第37話（1997年、MBS・TBS） - 謀略宇宙人マノン星人
  - ウルトラマンコスモス 第13話・第14話 （2001年9月29日・10月6日、MBS・TBS） - レニ
  - ウルトラマンジード（2017年、テレビ東京） - 原良子
- ねらわれた学園（1997年、テレビ東京） - 西沢響子
- サイバー美少女テロメア（1998年、テレビ朝日） - 月島イツミ
- 浪花少年探偵団 第11話（2000年、NHK教育）
- 科捜研の女
  - SEASON 2 第3話「監禁された女子大生!タイマー感電死まで24時間」（2000年11月2日） - 毛利ノゾミ
  - SEASON 16 第14話「空海の密室!?」（2017年2月16日） - 清水登志子
- HATU～ヴァンパイア・シンドローム（2002年、TVK） - 青島由希子
- 茂七の事件簿 新ふしぎ草紙 第3話（2002年7月12日、NHK総合） - おつる
- スーパー戦隊シリーズ（テレビ朝日）
  - 忍風戦隊ハリケンジャー 巻之四十四 - 巻之五十（2002年12月22日 - 2003年2月2日、テレビ朝日） - 覚羅（御前様）
  - 暴太郎戦隊ドンブラザーズ（2022年3月20日 - 2023年2月26日、テレビ朝日） - 鬼頭ゆり子
- ドラマ愛の詩 パパ★トールド・ミー～大切な君へ～（2003年、NHK教育） - マジシャン
- 怪談新耳袋（2003年、BS-i）
  - 第1夜第31話「ビデオ Video」
  - 近づく編第3話「家紋 Family Crest」
- ケータイ刑事 銭形泪 2ndシリーズ 第22話（2004年8月29日、BS-i） - 早島琴
- 文學の唄 恋する日曜日「接吻を盗む女の話」（2005年10月16日・23日、BS-i） - 林静枝
- 相棒シリーズ（テレビ朝日）
  - 相棒 season4 第20話「7人の容疑者」（2006年3月8日） - 南早紀 役
  - 相棒 season13 第6話「ママ友」（2014年11月19日） - 佐々木広子 役
- 仮面ライダーシリーズ
  - 仮面ライダーカブト（2006年、テレビ朝日） - 間宮麗奈
  - 仮面ライダーエグゼイド 第11・12話（2016年12月18・25日、テレビ朝日） - 山中美奈子
- 素晴らしい世界 スバセカ劇場 「ショートケーキ」（2006年、HTB）
- 遠山の金さん 第7話（2007年3月6日、テレビ朝日） - おはる
- 女刑事みずき ～京都洛西署物語～ 2nd SEASON 第7話（2007年8月16日、テレビ朝日） - 水野孝美
- ケータイ刑事 銭形海 2ndシリーズ 第4話（2007年10月27日、BS-i） - 富永アユ子
- MAGISTER NEGI MAGI 魔法先生ネギま! 第11話・第12話（2007年12月12日・19日、テレビ東京） - レディ・エヴァ
- 土曜ワイド劇場
  - 法律事務所「十字架型に重なる二つの死体・乗馬クラブ殺人事件!」（2008年[10]、テレビ朝日） - 三田村和美
  - 救急救命士・牧田さおり6　(2009年6月13日、テレビ朝日） - 工藤真由美
  - 監察官・羽生宗一2「毒ハブと呼ばれる男!!刑事殺しに疑惑あり!?」（2014年11月1日、テレビ朝日） - 古市果穂
- 東京少女 山下リオ 第4話「タイマン少女」（2008年、BS-i） - 荒川ヒロコ
- 月曜ゴールデン 「示談交渉人～甚内たま子･裏ファイル6～」（2008年、TBS） - 小島みどり
- ゴンゾウ 伝説の刑事第5話・第6話（2008年7月30日・8月6日、テレビ朝日） - 綾乃
- SOIL ソイル（2010年、WOWOW）
- ハンチョウ〜警視庁安積班〜シリーズ（TBS）
  - 第5シリーズ 第7話（2012年5月21日） - 滝田麗子
  - 第6シリーズ 第8話（2013年3月4日） - 池澤元子
- 梅ちゃん先生 第13週「医師の自覚」（2012年6月、NHK） - 真理子
- 遺留捜査 第2シリーズ 第4話（2012年8月9日、テレビ朝日） - 白鳥由香里
- 悪霊病棟（2013年7月18日 - 9月26日、TBS） - 琉奈の母
- 水曜ミステリー9（テレビ東京）
  - 捜査検事・近松茂道14「秘湯・乳頭温泉に消えた女」（2013年11月27日） - 浅井加奈子
  - 諏訪のスゴ腕警察医2（2016年6月8日） - 秋山美佐
- 聖母・聖美物語（2014年3月31日 - 6月27日、東海テレビ） - 森尾愛美
- 逃げる女（2016年、NHK総合） -  坂崎明美
- 楽園（2017年、WOWOW）
- 警視庁・捜査一課長 第7話（2016年5月26日、テレビ朝日） - 屋敷和歌子
- ナイトヒーロー NAOTO 第9話（2016年6月17日、テレビ東京） - 美保
- 四十八人目の忠臣（2016年、NHK） - みえ
- 刑事ゼロ 第1話（2019年1月10日、テレビ朝日） ‐ 今宮鈴代
- 特捜9 season2 第10話（2019年6月19日、テレビ朝日） ‐ 三島綾香
- 日曜プライム 「おかしな刑事21」（2019年1月13日、テレビ朝日） ‐ 白井暁美
- ポリス×戦士 ラブパトリーナ! 第25話（2021年1月17日、テレビ東京） - 七色ウミ
- アカイリンゴ（2023年1月23日 - 3月27日、朝日放送テレビ 他） - 猿渡エリカ 役[11]

### テレビバラエティ
- 爆報! THE フライデー（2016年8月12日、TBS）

### 舞台
- 水曜どうでしょうpresents 水曜天幕團旗揚げ公演「蟹頭十郎太」（2003年、北海道テレビ） - 桜姫

### ゲーム
- THE 呪いのゲーム（2005年、ディースリー・パブリッシャー）
- PSPソフト 『実話怪談「新耳袋」 一ノ章』（特典映像ドラマ）（2005年、メトロ）
- 仮面ライダーカブト（2006年、バイダイナムコゲームス） - 間宮麗奈／ウカワーム

### 写真集・イメージビデオ
※「★」は妹・明日美との共演作品である
- ★ラブ&ポップ 三輪ひとみ+三輪明日美（1997年、アミューズブックス）
- サイバー美少女テロメア Official Book APORT（1998年、主婦と生活社）
- ★Double PLATINUM（写真集）（2001年、KSS）
  - ★Double PLATINUM（上記の同題の写真集のメイキングビデオ）（VHS版2001年、DVD版2002年、KSS）
- ★ENTICE（2002年、キングレコード）